# Iglesia de San José (Pulianas)
La Iglesia parroquial de San José es una iglesia parroquial de la localidad española de Pulianas, en la provincia de Granada.

## Historia
Fue erigido en el siglo XVI y reconstruido en el XVII. Estuvo dedicada en un principio, a la advocación de Santa María de la Encarnación, más tarde se nombró como titular a San José y hoy día recibe el nombre de la patrona del municipio, Nuestra Señora del Rosario.